# M5 Industries

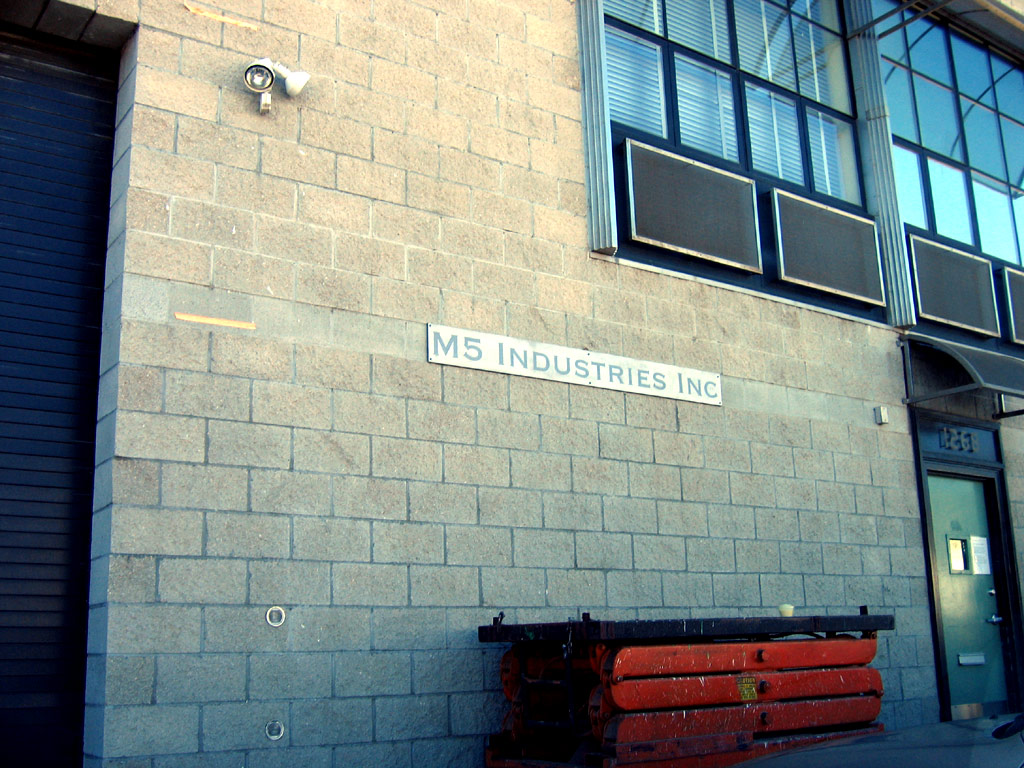
M5 Industries in San Francisco

M5 Industries (M5i) is een bedrijf gespecialiseerd in special effects en visual effects voor films. Het bedrijf is gevestigd in San Francisco en is eigendom van Jamie Hyneman.
De hoofdtaak van het bedrijf is het maken van modellen en onderdelen voor special effects in televisieseries en reclames, en films. Zo wordt er onder andere gewerkt aan stop-motion, animatie en animatronics. De voorwerpen die gemaakt worden zijn vaak uniek. Zo ontwierp het bedrijf ooit een gemotoriseerde 7UP machine en een op afstandbestuurbare rijdende Nike-schoen.
Daarnaast dient het M5 gebouw als hoofdlocatie van de televisieserie MythBusters, waar Jamie Hyneman een van de presentatoren van is samen met Adam Savage.
Oorspronkelijk wilde Hyneman zijn bedrijf MI6 noemen, naar de organisatie die James Bond altijd zijn snufjes en wapens geeft in de films.